# Ben Felipe
Ben Felipe est un acteur allemand, né en 1998 à Munich. Il est surtout connu pour son rôle de Cyril Vega dans la série Maxton Hall : Le monde qui nous sépare.

## Biographie
Ben Felipe est né en 1998 à Munich,. Il a obtenu son premier rôle dans le court-métrage Jenny de Lea Becker, dont la première a eu lieu en janvier 2017 au festival Max Ophüls. L'année suivante, il est apparu dans cinq épisodes de la série télévisée Hit & Run (de) dans le rôle de Ben. Dans la série télévisée Stichtag (de) , il a joué le rôle de Yannick. Dans la série dramatique Kitz, il a joué le rôle de Hans Gassner dans six épisodes. Ben Felipe a obtenu un rôle plus important dans le drame cinématographique Gewalten (de) de Constantin Hatz (de), dans lequel il jouait le rôle de Lukas. En 2022, il est apparu dans six épisodes de Der Pass. Enfin, en 2024, il tient le rôle de Cyril Vega dans la série Maxton Hall : Le monde qui nous sépare qui atteint la plus grande audience mondiale jamais enregistrée pour une première semaine, lui donnant une notoriété mondiale.

## Filmographie

### Cinéma
- 2021 : Gewalten (de) : Lukas

### Télévision
- 2017 : Jenny : Ben (Court métrage)
- 2018 : Alpha-Junge: Apha-Boy: Felix (Court métrage)
- 2018 : Hit & Run (de) : Ben
- 2020 : Stichtag (de) : Yannick (12 épisodes)
- 2020 : Die Chefin : Leander Fleming (1 épisode)
- 2021 : Kitz : Hans Gassner (6 épisodes)
- 2021 : Loving Her (de) : Tom (1 épisode)
- 2022 : Der Pass : Tom Neuner (6 épisodes)
- 2022 : Watzmann ermittelt (de) : Ben Welzer (1 épisode)
- 2022 : SOKO Stuttgart (de) :  Nikolai Petrovic (1 épisode)
- 2024 : Chantal im Märchenland (de) : Lorenz
- depuis 2024 : Maxton Hall : Le monde qui nous sépare : Cyril Vega
- 2024 : Allein zwischen den Fronten (de) : Tristan (Téléfilm)
- 2024 : Der Palast (de) :  Uli Brändle (7 épisodes)